# Högstorp
Högstorp is een plaats in de gemeente Ale in het landschap Västergötland en de provincie Västra Götalands län in Zweden. De plaats heeft 141 inwoners (2005) en een oppervlakte van 37 hectare.